# Dreidärrischenhöhle
Die Dreidärrischenhöhle (oder Siebenbrunnentalhöhle, in früheren Zeiten auch „Saulucke“, „Niklashöhle“, „Fuchsloch“ oder auch „Höhle bei den drei Därrücken“) ist die größte Höhle des Wienerwaldes und befindet sich im Siebenbrunnengraben, der sich den Osthang des Anningers von Gumpoldskirchen (im Gemeindegebiet von Gaaden) hinaufzieht.

## Geschichte
Zur Herkunft des Namens gibt es mindestens zwei Vermutungen: 
- Die drei oberhalb des Höhleneinganges bizarr aufragenden Felsen sehen versteinerten Menschen ähnlich, die der Sage nach taub („därrisch“[Anm. 1][Anm. 2]) sind.
- Die Felswand um die Höhle gibt angeblich kein Echo.

Die Höhle mit einer Ganglänge von 230 Meter und einem Höhenunterschied von 19 Meter ist der einheimischen Bevölkerung sicher seit dem 19. Jahrhundert oder noch früher bekannt. Grabungen haben gezeigt, dass die Höhle schon zur Hallstattzeit besucht wurde und nicht als Wohnraum gedient hat, sondern als Opferstätte für Erd- und Totenkulte.
Die sagenhafte, kaum zugänglich gewesene sogenannte Drei-Därrischen-Höhle […], welche nach Berichten früher bis Gaaden reichte, würde durch die Stadt Mödling für den allgemeinen Besuch bald erschlossen sein. — Mit elektrischer Beleuchtung und künstlich geschaffenem Zusatzeingang versehen, wurde sie von 1926 bis 1939 als Schauhöhle geführt. Diese wurde am 23. August 1926 eröffnet, und bereits innerhalb des ersten Bestandsmonats besuchten sie mehr als 5000 Personen, was 17 bis 19 Millionen Kronen an Eintrittsgeldern abwarf.
Ab 1927 befand sich vor dem natürlichen Höhleneingang auf einer künstlich aufgeschütteten Terrasse das sogenannte „Bergheim“, eine kleine Schutzhütte, die, 1935 infolge eines Rechtsstreits geschlossen, nach dem Zweiten Weltkrieg abbrannte.
Seit Beginn des Zweiten Weltkriegs besteht kein öffentliches Interesse mehr an der Höhle – während der Kriegswirren jedoch diente die Kaverne, zu deren tiefstem Punkt ein künstlicher Stollen vorgetrieben wurde und deren Zugang in Beton ausgeführt war, der einheimischen Bevölkerung als Zufluchtstätte.
In den 1980er-Jahren verstürzte ein Teil in der weiter unten gelegenen Etage bei unautorisierten Grabungsarbeiten, wurde jedoch bald danach von Peter Pichler  wieder freigelegt. Seit dem Jahr 2000 ist die Höhle versperrt, Robert Winkler als Höhlenpächter hat laut Pachtvertrag sowohl für den ökologischen Schutz als auch mit den Einnahmen aus den frei zu vereinbarenden Führungen für die Erhaltung der Absperrungen zu sorgen. Naturschützer forderten  eine Sperre, um das empfindliche Ökosystem der Höhle zu schützen.
Die Dreidärrischen-Höhle dient als natürlicher Unterschlupf und Rückzugsgebiet für seltene Tierarten wie Fledermäuse: Beobachtet wurden Kleine Hufeisennase, Großes Mausohr, Mopsfledermäuse, Zwergfledermaus und andere, die auf der Roten Liste gefährdeter Arten stehen. Was die Kleine Hufeisennase betrifft, so konnten im Jahr 2001 nur mehr drei Exemplare beobachtet werden, im Jahr 1944 waren es noch 50 gewesen.